# Litteraturåret 2018

## Årets händelser
- April – Svenska Akademien genomgår en djup kris i samband med kontroversen kring Kulturprofilen. Tre ledamöter, Klas Östergren, Kjell Espmark och Peter Englund, lämnar akademiens arbete i protest. En vecka senare avgår Sara Danius som akademiens ständiga sekreterare och lämnar även sin stol i akademien. Samtidigt lämnar även Katarina Frostenson arbetet i akademien.[1]
- 23 april – Världsbokdagen
- 4 maj – Svenska Akademien meddelar att de inte kommer dela ut något Nobelpris i litteratur 2018, med anledning av kontroverserna runt #metoo och Kulturprofilen.[2]
- 7 maj – Lotta Lotass, Klas Östergren och Sara Stridsberg beviljas utträde ur Svenska Akademien. Samtidigt beviljas även Kerstin Ekman utträde.[3]
- 27–30 september – Bokmässan i Göteborg [4]
- 4 oktober – Eric M. Runesson och Jila Mossaed utses till nya ledamöter i Svenska Akademien.[5]
- 26 november – Svenska förläggareföreningens hederspris delas ut vid Augustgalan. Det är första gången priset delas ut och det går till Ilon Wikland.[6]

## Priser och utmärkelser
- Borås Tidnings debutantpris – Agnes Lidbeck för romanen Finna sig
- Disapriset – Li Bennich-Björkman för essäboken Sörja ett liv, leva ett annat – Om flyktingens mörker och ljus
- Doblougska priset – Johannes Anyuru, Ida Börjel, Vigdis Hjorth, Helge Torvund.[7]
- Georg Büchnerpriset – Terézia Mora
- Gustaf Fröding-sällskapets lyrikpris – Helene Rådberg
- Harry Martinson-priset – Eva Ström
- Litteraturpriset till Astrid Lindgrens minne – Jacqueline Woodson, USA
- Mårbackapriset – Peter Englund
- Signe Ekblad-Eldhs pris – Tove Folkesson
- Sommarpriset – Carolina Setterwall för Låt oss hoppas på det bästa[8]
- Stiftelsen Selma Lagerlöfs litteraturpris – Carola Hansson
- Stig Dagermanpriset – Amos Oz
- Svenska Akademiens essäpris – Aris Fioretos[7]
- Svenska Akademiens nordiska pris – Agneta Pleijel[7]
- Svenska Dagbladets litteraturpris – Linnea Axelsson för Ædnan
- Svenska förläggareföreningens hederspris – Ilon Wikland[6]
- Övralidspriset – Carl-Johan Malmberg

## Årets böcker

### Skönlitteratur

#### Romaner/noveller
- Lena Ackebo – Darling Mona
- John Ajvide Lindqvist – X: den sista platsen
- Lena Andersson – Sveas son
- Jonas Brun – Ingen jämfört med dig
- Arne Dahl – Mittvatten
- Magnus Dahlström – Hemman
- Lena Einhorn – Geniet från Breslau
- Kerstin Ekman – Gubbas hage
- Christine Falkenland – Själasörjaren
- Aris Fioretos – Nelly B:s hjärta
- Jonas Gardell – Till minne av en villkorslös kärlek
- Jan Guillou — De som dödar drömmar sover aldrig
- Marie Hermansson – Den stora utställningen
- Jonas Jonasson – Hundraettåringen som tänkte att han tänkte för mycket
- Theodor Kallifatides – Slaget om Troja
- Balsam Karam – Händelsehorisonten
- Elise Karlsson – Gränsen
- Jonas Hassen Khemiri – Pappaklausulen
- Mara Lee – Kärleken och hatet
- Agnes Lidbeck – Förlåten
- Ulf Lundell – Vardagar
- Maja Lundgren – Den skenande planeten
- Cilla Naumann – Den oändliga familjen
- Håkan Nesser – De vänsterhäntas förening
- Bengt Ohlsson – De dubbelt så bra
- Gunilla Linn Persson – Jakten efter vind
- Björn Ranelid – Fantastiska kvinnor i vattentornet
- Sami Said – Människan är den vackraste staden
- Sara Stridsberg – Kärlekens antarktis
- Eva Ström — Rakkniven
- Svenska noveller från Almqvist till Stoor (antologi, red. Ingrid Elam och Jerker Virdborg)
- Per Wästberg – Klasskamraten och andra möten

#### Lyrik
- Linnéa Axelsson – Ædnan
- Erik Bergqvist – Skuggas vikt
- Eva-Stina Byggmästar – Orkidébarn
- Lina Ekdahl – Fyrahundrafyrtio år är en lång tid
- Ulf Eriksson – Skalornas förråd
- Katarina Frostenson – Sju grenar
- Åsa Maria Kraft – Robotsand
- Agnes Lidbeck – Ur
- Lars Norén – Fragment II
- Malte Persson – Till dikten

### Sakprosa
- Lena Andersson – Verkligheten och resten: krönikor 2015-2017
- Henrik Arnstad – Hatade demokrati
- Ernst Billgren – Rasism för nybörjare
- Soki Choi – Kimchi och Kombucha
- Rolf Ekéus – Mellan två krig
- Peter Englund – Stridens skönhet och sorg 1918
- Göran Greider – Liten bergspredikan för socialister
- Yuval Harari – 21 tankar om det 21:a århundradet
- Dick Harrison – Englands historia I-II
- Per Magnus Johansson, Sven-Eric Liedman – En spricka i språket: Marx och Freud – våra samtida
- Stefan Jonsson, Sven Lindqvist – Sanningskonst: samtal om ett författarskap
- Åsa Linderborg, Göran Greider – Populistiska manifestet
- Bosse Lindquist – Macchiariniaffären
- Herman Lindqvist – Bernadotte – för Sverige hela tiden
- Olof Lundh – Allsvenskan enligt Lundh
- Kent Werne – Allt är en konspiration: en resa genom underlandet
- Elisabeth Åsbrink – Orden som formade Sverige

#### Biografi/självbiografi
- Sara Danius – Om Bob Dylan
- Malena Ernman och Svante Thunberg – Scener ur hjärtat
- Kjell Espmark – Martin Lamms ögonblick
- Dick Harrison – Jag har ingen vilja till makt: biografi över Tage Erlander
- Björn Hellberg – En sorts memoar
- Monica Lauritzen – Karl Warburg: den varsamme vägvisaren
- Jens Liljestrand – Mannen i skogen: en biografi om Vilhelm Moberg
- Ingemar Lindahl – Flickan som reste ensam: en biografi över Thora Dardel
- Carl-Johan Malmberg – Guldåldern
- Birgit Munkhammar, Magnus Bergh – Bara genom breven till dig, vän!: Eyvind Johnsons och Rudolf Värnlunds brevväxling
- Leif G.W. Persson – Ville Vingmutter, mästerdetektiv
- Gun-Britt Sundström – Skrivliv
- Olle Svenning – År med Erlander
- Magnus Uggla – Enda sättet att genomlida en konsert är att själv stå på scenen

## Avlidna
- 4 januari – Aharon Appelfeld, 85, israelisk författare.[9]
- 22 januari – Ursula K. Le Guin, 88, amerikansk författare.[10]
- 14 mars – Stephen Hawking, 76, brittisk fysiker och populärvetenskaplig författare.
- 20 mars – Ann-Charlotte Alverfors, 71, svensk författare.[11]
- 23 mars – Philip Kerr, 62, brittisk författare.
- 22 maj – Philip Roth, 85, amerikansk författare.
- 15 juli – Rune Pär Olofsson, 92, svensk författare.[12]
- 15 juli – Lars Rosander, 83, svensk författare och militärhistoriker.[13]
- 11 augusti – V.S. Naipaul, 85, brittisk författare.
- 16 augusti – Benny Andersen, 88, dansk författare, poet och musiker.[14]
- 21 augusti – Hanna Mina, 94, syrisk författare.[15]
- 1 september – Margit Sandemo, 94, norsk-svensk författare (Sagan om Isfolket).
- 11 september – Ann Smith, 88, svensk författare.[16]
- 25 september – Evelyn Anthony, 92, brittisk författare.[17]
- 15 oktober – Arto Paasilinna, 76, finländsk författare.[18]